# أحمد بن محمد الطائي
أحمد بن محمد الطائي (توفي في 31 أغسطس 894) كان موظفًا إداريًا في خدمة الخلافة العباسية. شغل مناصب عسكرية ومالية مختلفة في العراق والجزيرة العربية خلال خلافتي المعتمد على الله (حكم 870–892) والمعتضد بالله (حكم 892–902).

## سيرة شخصية

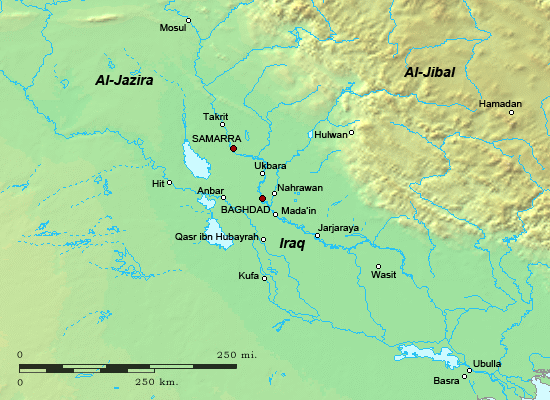
خريطة العراق في القرن التاسع الميلادي

ظهر أحمد الطائي لأول مرة في تاريخ الطبري ضمن بداية عام 883، عندما تم تعيينه والياً على الكوفة وسوادها . وفي ولايته على الكوفة هزم الهيثم العجلي وصادر أمواله ومُمتلكاته. كما اتُهم بقبول أموال من القرامطة العاملين في المنطقة مقابل تركهم وشأنهم، فتمكن من جمع ثروة هائلة.
في مارس 885، تولى أحمد منصب حاكم المدينة المنورة وطريق مكة، وعين غلامًا يُدعى بدر للإشراف على مسار الحجاج في مكة. ولكن بعد وصوله إلى مكة، قام يوسف بن أبي الساج، والي مكة، بتقييده بالسلاسل. ما جعل بعض الحجاج ومفرزة من الحامية المحلية تقوم بإنقاذ بدر ومهاجمة يوسف الذي تم تقييده ونقله إلى بغداد.
خلال نزاعٍ حاد جرى بين أهالي بغداد وسامراء في أوائل عام 886، نفذت المدينتان حصارًا اقتصاديًا ضد بعضهما البعض، فألقى سكان بغداد اللوم على أحمد في ارتفاع أسعار المواد الغذائية بعد أن منع أصحاب العقارات من درس وتوزيع محاصيلهم. وفي أواخر مارس، تجمع حشد من المُحتجين خارج مقر إقامته، لكن قوات أحمد الطائي هاجمتهم وقُتل العديد منهم. ولم يتوقف القتال إلا بعد تدخل محمد بن طاهر، الذي توجه إلى المنطقة في اليوم التالي وأقنع الناس بالتفرق.
في أوائل عام 888 أرسل الطائي جيشًا ضد قاطع صدِّيق الفرغاني، والذي هاجم ونهب بُيوتًا في سامراء. ثم قرر الطائي المسير إلى سامراء بنفسه واستدرج الصديق من خلال إيهامه بأنه سيمنحه الأمان، وحين ظهر إليه الفرغاني قام الطائي بالقبض عليه وقطع إحدى يديه وقدميه وسجنه هو وأتباعه في بغداد. وبعد فترة وجيزة، انطلق مرة أخرى ضد قاطع طريق آخر يدعى العبدي، حيث نهب منطقة كرخ سامراء. تمكن الطائي من هزيمة العبدي والقبض على معظم رجاله، ولكن عندما حاول عبور نهر دجلة استولى رجال العبدي على مرساة سفينته، مما أجبره على القفز في النهر والسباحة إلى بر الأمان.
في يناير 889، أُلقي القبض على الطائي فجأة ورُمي في السجن بأمر من المُفوَّض بالعهد الموفق بالله، وبحسب الطبري، كان هذا الحدث بمثابة نهاية حياته المهنية. وبحلول وقت اعتقاله، كان قد تم تعيينه في ولاية الكوفة وسوادها، وطريق خراسان وسامراء، وشرطة بغداد، ومسؤول إيرادات بدورية، وقطربول، ومسكن وبعض الأملاك الخاصة في البصرة.

على الرغم من اعتقال أحمد الطائي، إلا أنه سرعان ما استعاد مكانته، لأنه في بداية عهد المعتضد، وافق الطائي على عقد ضريبة الزراعة مع الحكومة المركزية. ومقابل التزام سنوي قدره 2.520.000 دينار ذهبي، أي 7000 دينار يوميًا، تم تعيينه مسؤولا عن الإيرادات على عدة مناطق في وسط العراق. كما شكلت حكومة الخليفة أيضًا ميزانية تشغيلية بناءً على العقد، تدرج بالتفصيل النفقات التي ستستخدم فيها مدفوعات أحمد.
1. ↑  Yarshater 1985–2007، v. 37: pp. 90-91, 172-73.
2. ↑  Yarshater 1985–2007، v. 37: pp. 147, 148.
3. ↑  Yarshater 1985–2007، v. 37: p. 151.
4. ↑  Yarshater 1985–2007، v. 37: pp. 156, 157.
5. ↑  Yarshater 1985–2007، v. 37: p. 157.
6. ↑  Guest 1944، صفحة 28.
7. ↑  This budget was analyzed and translated into German by Busse 1967، صفحات 11 ff. For the original Arabic version, see Kremer 1887، صفحات 65 ff.